# کلیسا و قبرستان ارامنه مشهد
کلیسا و قبرستان ارامنه مشهد یکی از گورستان‌های مربوط به ارامنه ایران و تنها قبرستان ارامنه ایران در شهر مشهد است. این مجموعه، در شمار بناهای ملی ایران ثبت شده‌است.

## معرفی
مدفونانی از کشورهای آمریکا، روسیه، گرجستان، کانادا، فرانسه، لهستان در این قبرستان به خاک سپرده شده‌اند و فارسی، آرامی، ارمنی، انگلیسی، لهستانی، فرانسوی، روسی از جمله زبان‌هایی است که بر روی قبور این قبرستان به چشم می‌خورد.
در این قبرستان، افرادی از مذاهب ارتودکس، کاتولیک، ارامنه گریگور و آشوری و نیز مهاجران لهستانی دوران جنگ جهانی دوم به خاک سپرده شده‌اند.

## مدفونان
- لوئیس اف. اسلستین، مبلغ آمریکایی